# Robert Stämpfli

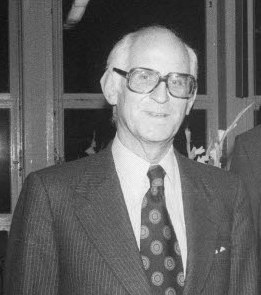
Robert Stämpfli (1979)

Robert Stämpfli (* 9. Juni 1914 in Bern; † 17. Mai 2002 in Homburg-Jägersburg, Deutschland) war ein Schweizer Physiologe und Membranforscher, dem gemeinsam mit Sir Andrew Fielding Huxley die Erstbeschreibung der saltatorischen Erregungsfortpflanzung an myelinisierten Nervenfasern gelang.
Als spiritus rector des Sonderforschungsbereichs Membranforschung gelang es ihm, das physiologische Institut der Universität des Saarlandes als weltweit renommiertes Zentrum der Elektrophysiologie und Membranbiologie zu etablieren.
Lange Jahre wirkte er als Senator der Deutschen Forschungsgemeinschaft und als langjähriges Vorstandsmitglied der Wissenschaftlichen Gesellschaft des Saarlandes. 1963 wurde er Mitglied der Leopoldina.
Sein umfangreiches Werk zur markhaltigen Nervenfaser wurde durch die Verleihung der Ehrendoktorwürden der Universitäten Poitiers, Genf und Birmingham ausgezeichnet. Die Universität des Saarlandes ernannte ihn 1988 zum Ehrensenator. Stämpfli ist der Urgroßvater der Schweizer Schauspielerin Jasna Fritzi Bauer.

## Leben
Stämpfli wurde als Sohn des Schweizer Verlegers Wilhelm Stämpfli und dessen Frau Leonie Kammerer in Bern geboren.
Nach dem Besuch der Realschule des Städtischen Gymnasiums in Bern und der Realmaturität 1933 begann Stämpfli das Studium der Elektrotechnik an der ETH Zürich, wechselte nach einem Semester zur Medizin und an die Universität Bern, legte 1935 das Physikum ab und war zeitweise als Volontär am Physiologischen Institut bei Alexander von Muralt (1903–90) tätig. Der anatomisch-physiologischen Prüfung 1937 folgten zwei klinische Semester in Bern und fünf in Genf. Nach dem Staatsexamen für Medizin fungierte Stämpfli 1941 als Assistent an der Hochalpinen Forschungsstation Jungfraujoch (3471 m) und leitete im Rahmen klimaphysiologischer Untersuchungen wissenschaftliche Expeditionen auf das Jungfraujoch. 1942 wurde er „Über den photochemischen Zerfall von Vitamin B 1, Thiochrom und Thiazol“ zum Dr. med. promoviert. In seiner Dissertation beschrieb er einen von ihm entdeckten Fluorkohlenwasserstoff mit dem Handelsnamen „Vitachrom“, der die Grundlage weiterer Arbeiten über Dithiazolyle bildete. Seit Okt. 1943 stellv. Direktor der Hochalpinen Forschungsstation, wechselte er nach zwei Jahren als Zweiter Assistent an das Physiologische Institut in Bern und wurde 1947 zum Oberassistenten befördert. Im selben Jahr erhielt er eine Einladung an das physiologische Labor der Universität Cambridge (Großbritannien) und konnte dort seine Forschungen über einzelne markhaltige Nervenfasern zusammen mit Andrew F. Huxley (1917–2012) fortsetzen. 1949 habilitierte sich Stämpfli mit „Untersuchungen an einzelnen|markhaltigen Nervenfasern unter spezieller Berücksichtigung der Theorie der saltatorischen Erregungsleitung“ (in: Ergebnisse d. Physiologie 47, 1952, S. 70–165) an der Universität Bern für das Fach Physiologie.
1950 zum Sekretär der gemischten „Kommission für Höhenforschungsstationen“ der UNESCO gewählt, vertrat er 1952/53 Muralt als Direktor des Physiologischen Instituts Bern und übernahm 1954 als Professor die Leitung des Physiologischen Instituts der Universität des Saarlandes in Homburg/Saar (Dekan d. med. Fak. 1961/62). Dort entwickelte er seine neuartige „sucrose gap“-Methode zur Messung der durch verschiedene Ionenkonzentrationen und Pharmaka hervorgerufenen Membranpotentialänderungen an Nervenfasern. Stämpfli lehnte zahlreiche Rufe an deutsche und ausländische Universitäten ab und baute sein Institut zu einem internationalen Zentrum der Nervenphysiologie aus. Sein Hauptverdienst ist die Entwicklung von Methoden zur Präparation einzelner, etwa ein hundertstel mm dicker Nervenfasern und zur Messung der elektrischen Spannungen, die an der Nervenfaser in Ruhe und Erregung auftreten. Er initiierte 1962 die Gründung eines zweiten physiologischen Instituts und konstituierte 1968 den von ihm geleiteten Sonderforschungsbereich „Membranforschung“, der in veränderter Form bis heute fortgeführt wird. Sein Nachlass ist im Universitätsarchiv Saarbrücken überliefert.
Unter seiner Leitung entwickelte sich das Physiologische Institut zu einem in der ganzen Welt bekannten Zentrum der Elektrophysiologie und Membranbiologie. Der DFG blieb er lange Jahre als Senator verbunden und er trug dazu bei, dass die Sonderforschungsbereiche zu den wenigen dauerhaften Erfolgen der wissenschaftspolitischen Reformbestrebungen der 1960er Jahre wurden.

## Auszeichnungen
- 1959: Adolf-Fick-Preis
- 1963: Mitglied der Leopoldina
- 1967: Feldberg-Preis
- 1988: Ehrensenator der Universität des Saarlandes